# 田中登 (官僚)
田中 登（たなか のぼる）は、日本の防衛官僚。
統合幕僚監部参事官として、令和６年に発生した能登半島地震における自衛隊の災害派遣を担当した。

## 略歴[3]
平成3年　　　　中央大学法学部卒業。
平成5年　　　　防衛庁入庁。
平成05年11月　防衛施設庁東京防衛施設局会計課
平成19年10月　防衛省運用企画局国際協力課部員
平成22年04月　人事教育局人材育成課人材育成班長
平成27年10月　大臣官房文書課情報公開・個人情報保護室長
平成29年08月　人事教育局厚生課宿舎企画室長
令和02年08月　防衛政策局訓練課訓練企画室長
令和04年07月　統合幕僚監部参事官